# Rockferry
Rockferry este albumul de debut al cântăreței galeze Duffy, lansat pe 3 martie 2008 de Polydor Records în Regatul Unit și de Mercury Records în SUA. 
Conform spuselor lui Duffy, titlul albumului este bazat pe Rock Ferry, o suburbie din Birkenhead.

## Informații
Butler și partenerul muzician al acestuia, David McAlomnt, și un număr de alți interpreți au format baza noii trupe ale lui Duffy pentru albumul ei de debut, Rockferry, care a fost lansat de casa de discuri Polydor pe 3 martie 2008. După lansarea unui single în ediție limitată, Rockferry în noiembrie 2007, Duffy a lansat următorul single, Mercy, care a debutat pe locul 1 în topul downloadărilor pe 17 februarie 2008. Duffy este prima cântăreață galică care a ajuns pe locul 1 cu o melodie pop, în ultimii 25 de ani, și singura artistă din peninsula Llŷn care a ajuns pe prima poziție a topului oficial al Marii Britanii.
A dezvăluit faptul că Rockferry este o referire la zona Rock Ferry, de unde este tatăl ei. De asemenea, a menționat că atât Mercy și Stepping Stone sunt autobiografice. Mercy se referă la „libertate sexuală” și „să nu faci ceva doar pentru că vrea altcineva” iar Stepping Stone la faptul că nu-și exprimă sentimentele unei persoane de care s-a îndrăgostit.
Pâna la sfârșitul lunii mai, Rockferry s-a vândut în peste 600.000 de copii în Regatul Unit.

## Piese

### Ediție Standard
1. Rockferry - 4:14
2. Warwick Avenue - 3:46
3. Serious - 4:10
4. Stepping Stone -  3:28
5. Syrup & Honey - 3:18
6. Hanging On Too Long - 3:56
7. Mercy - 3:42
8. Delayed Devotion - 2:57
9. I'm Scared - 3:08
10. Distant Dreamer - 5:05

### Ediția de Lux
- Disc 1

1. Rockferry - 4:14
2. Warwick Avenue - 3:46
3. Serious - 4:10
4. Stepping Stone -  3:28
5. Syrup & Honey - 3:18
6. Hanging On Too Long - 3:56
7. Mercy - 3:42
8. Delayed Devotion - 2:57
9. I'm Scared - 3:08
10. Distant Dreamer - 5:05

- Disc 2

1. Rain on Your Parade - 3:37
2. Fool for You - 4:29
3. Stop - 4:39
4. Oh Boy - 3:13
5. Please Stay - 4:57
6. Breaking My Own Heart - 3:59
7. Enough Love -  5:56